# Bogdan Planić
Bogdan Planić (in serbo Богдан Планић?; Užice, 19 gennaio 1992) è un calciatore serbo, difensore dello Shabab Al-Ahli.

## Caratteristiche tecniche
Gioca come difensore centrale.

## Palmarès

### Club

#### Competizioni nazionali
- Coppa di Romania: 1

FCSB: 2019-2020
- Campionato israeliano: 2

Maccabi Haifa: 2020-2021, 2021-2022
- Coppa di Lega israeliana: 1

Maccabi Haifa: 2021-2022
- Supercoppa degli Emirati Arabi Uniti: 1

Shabab Al-Ahli: 2024
- Campionato emiratino: 1

Shabab Al-Ahli: 2024-2025